# Кубок Футбольної асоціації Малайзії з футболу 2022
Кубок Футбольної асоціації Малайзії з футболу 2022 — 32-й розіграш кубкового футбольного турніру у Малайзії. Титул володаря кубка вдруге здобув Джохор Дарул Тазім.

## Календар
| Раунд            | Дата                        | Матчі | Клуби   |
| ---------------- | --------------------------- | ----- | ------- |
| Попередній раунд | 6 березня 2022              | 2     | 34 → 32 |
| 1/16 фіналу      | 11 березня - 29 квітня 2022 | 16    | 32 → 16 |
| 1/8 фіналу       | 13 травня - 8 липня 2022    | 8     | 16 → 8  |
| 1/4 фіналу       | 23 липня 2022               | 4     | 8 → 4   |
| 1/2 фіналу       | 5-6 серпня 2022             | 2     | 4 → 2   |
| Фінал            | 10 вересня 2022             | 1     | 2 → 1   |

## 1/8 фіналу
| Команда 1          | Рахунок | Команда 2            |
| ------------------ | ------- | -------------------- |
| 13 травня 2022     |         |                      |
| Сабах              | 2:1 дч  | Келантан Юнайтед (2) |
| 14 травня 2022     |         |                      |
| Мелака Юнайтед     | 2:1     | Петалінг Джая Сіті   |
| Джохор Дарул Тазім | 3:0     | Саравак Юнайтед      |
| Перак (2)          | 1:4     | Пенанг               |
| Срі Паханг         | 3:0     | ФАМ-МСН (2)          |
| 17 травня 2022     |         |                      |
| Перліс Юнайтед (3) | 0:3     | Кучинг Сіті (2)      |
| 6 липня 2022       |         |                      |
| Теренггану         | 1:0     | Кедах Дарул Аман     |
| 9 липня 2022       |         |                      |
| Селангор           | 1:0     | Куала-Лумпур Сіті    |

## 1/4 фіналу
| Команда 1      | Рахунок | Команда 2          |
| -------------- | ------- | ------------------ |
| 23 липня 2022  |         |                    |
| Сабах          | 0:2     | Селангор           |
| Мелака Юнайтед | 1:2     | Джохор Дарул Тазім |
| Срі Паханг     | 2:5 дч  | Пенанг             |
| Теренггану     | 4:1     | Кучинг Сіті (2)    |

## 1/2 фіналу
| Команда 1          | Рахунок      | Команда 2 |
| ------------------ | ------------ | --------- |
| 5 серпня 2022      |              |           |
| Джохор Дарул Тазім | 6:1          | Пенанг    |
| 6 серпня 2022      |              |           |
| Теренггану         | 1:1 пен. 4:2 | Селангор  |

## Фінал
| Команда 1       | Рахунок | Команда 2          |
| --------------- | ------- | ------------------ |
| 10 вересня 2022 |         |                    |
| Теренггану      | 1:3     | Джохор Дарул Тазім |